# Rătești (okręg Satu Mare)
Rătești (niem. Sagass) – wieś w Rumunii, w okręgu Satu Mare, w gminie Beltiug. W 2011 roku liczyła 739 mieszkańców. 